# Мерзебургское епископство
Мерзебургское епископство (нем. Bistum Merseburg) — ныне не существующая католическая епархия с административным центром в городе Мерзебург, входившая в церковную провинцию Магдебурга. Кафедральным собором епархии был Мерзебургский собор свв. Иоанна и Лаврентия XI века постройки.
Епископство существовало в периоды с 968 по 981 и с 1004 по 1565 годы и управлялось епископом, избиравшимся соборным капитулом, обладавшим всей полнотой власти. Как и все клирики в Средние века, мерзебургский епископ имел не только духовные, но и реальные сеньоральные/феодальные полномочия (хотя и на отличной от епархии территории, которая однако должна была обеспечить финансовую независимость епархии), и был тем самым князем-епископом.
Согласно легенде, основание епархии восходит к обету, данному императором Отто I в преддверии знаменитой битвы на Лехе, в которой были разбиты разорявшие восточно-франкское государство мадьяры. Решение было поддержано на Равеннском церковном синоде 967 года, и уже год спустя было основано архиепископство Магдебург с подчинёнными ему епископствами Мерзебург, Цайц и Майсен. Первым епископом Мерзебурга был Бозо (нем. Boso, ум. 970), вторым — Гизел(х)ер (нем. Gisel(h)er, ум. 1004), с 981 года занимавший архиепископскую кафедру в Магдебурге и упразднивший епископство. С его смертью в 1004 году мерзебургское епископство было по воле Генриха II основано повторно.
Хотя на протяжении всей своей истории епархия оставалась — по занимаемой площади — одной из самых маленьких в Германии, Мерзебург был немаловажным центром Средней Германии уже хотя бы потому, что через её территорию проходили важные торговые пути и она периодически оказывалась в центре политических событий. Кроме того, епископы Мерзебурга осуществляли духовное окормление богатого торгового города Лейпциг с его основанным в 1409 году университетом, утверждая университетского канцлера и после Реформации.
Вследствие быстрого распространения лютеранского учения в первой трети XVI века епископство фактически прекратило своё существование, оставаясь, скорее, административной единицей. В 1565 году — после смерти последнего католического епископа Михаэля Хельдинга (нем. Michael Helding, "Sidonius", 1501—1561) — светские владения мерзебургского епископства, где глава епархии теоретически всё ещё мог осуществлять реальную власть, перешли под контроль саксонских курфюрстов, выполнявших роль администраторов.
Соборный капитул, взявший на себя, в первую очередь, заботу о сохранении бывшего кафедрального собора, в 1930 году объединился с соборным капитулом Наумбурга и коллегиальным капитулом Цайца в нем. Vereinigte Domstifter zu Merseburg und Naumburg und des Kollegiatsstifts Zeitz.
В настоящее время территория бывшего мерзебургского епископства входит в состав епископства Дрезден-Майсен, что нашло своё отражение в том числе в гербе диоцеза, объединяющем гербы средневековых епископств Мерзебурга, Наумбург-Цайца и Майсена.

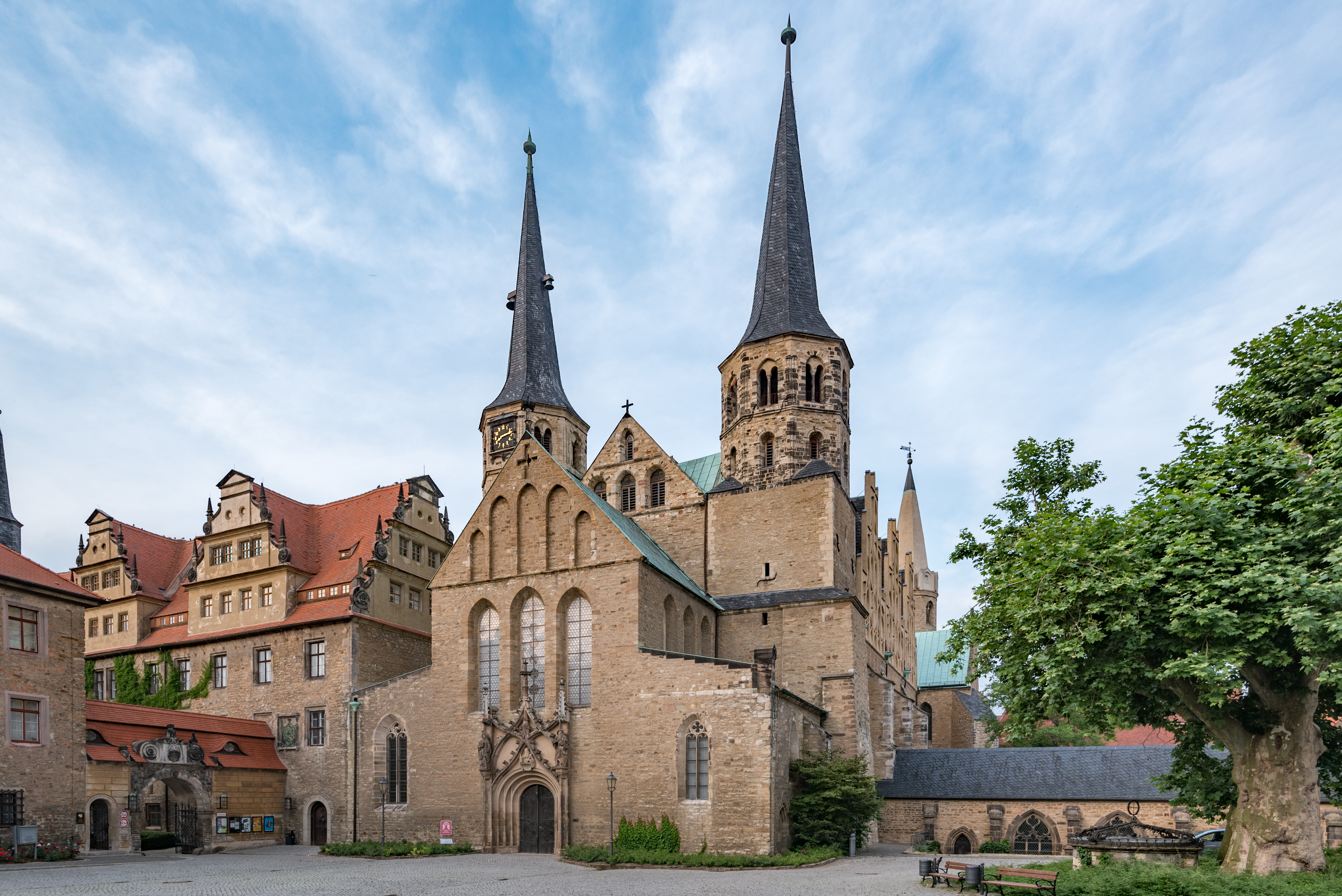
Бывший кафедральный собор в Мерзебурге
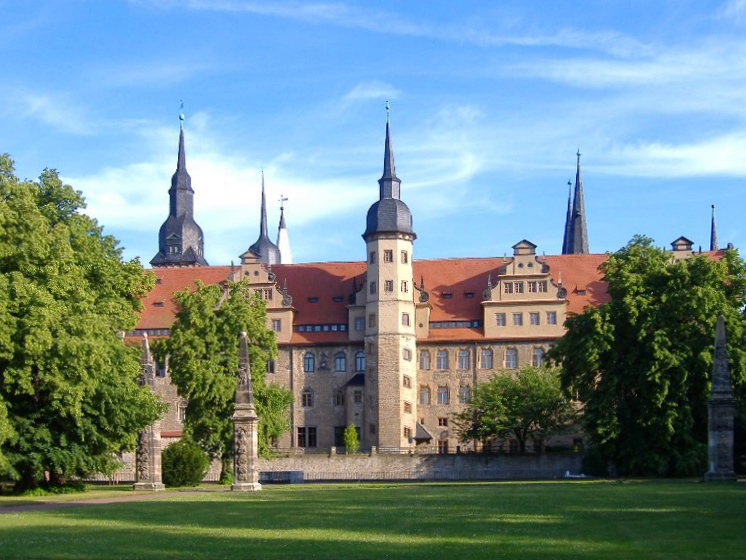
Дворец в Мерзебурге — бывшая епископская резиденция
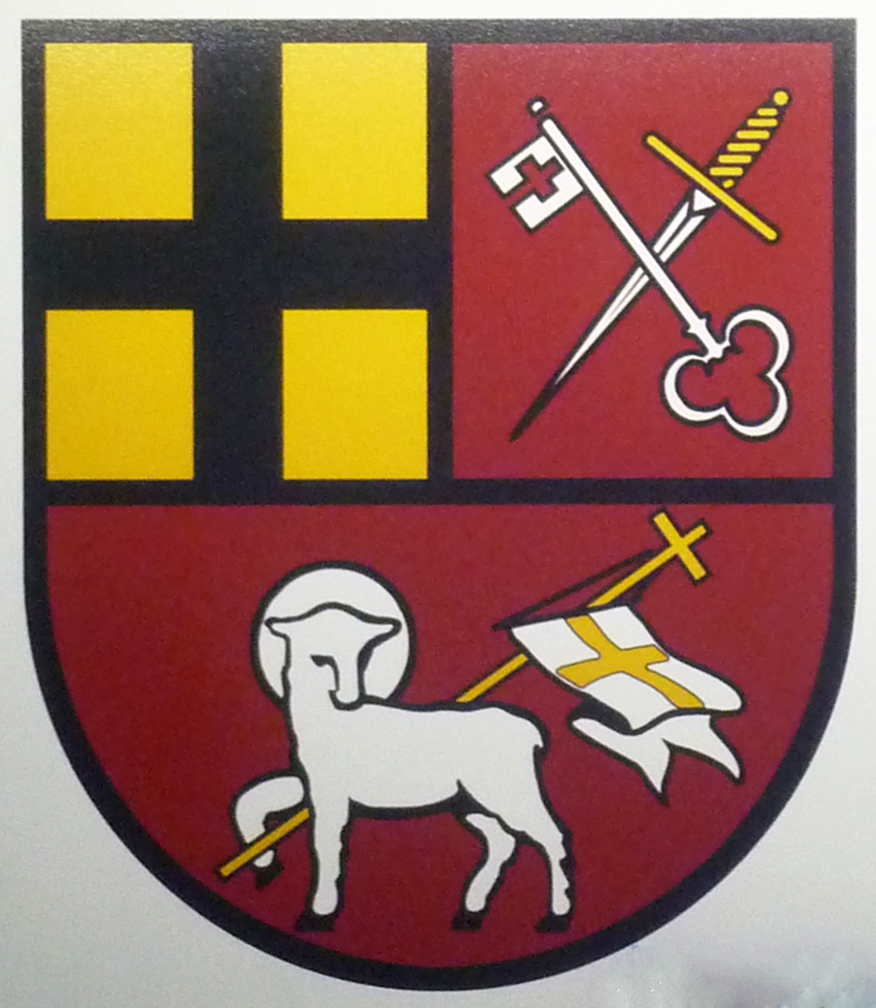
Герб епархии Дрезден-Мейсена (с гербом бывшего Мерзебургского епископства)